# Gerasimou-Gletscher
Der Gerasimou-Gletscher ist ein 8 km langer und steilwandiger Gletscher in der antarktischen Ross Dependency. Im Königin-Maud-Gebirge mündet er gegenüber den Gemini-Nunatakkern in den Shackleton-Gletscher.
Eine Mannschaft der Texas Tech University, die den Shackleton-Gletscher zwischen 1964 und 1965 erkundete, benannte ihn nach Helen Gerasimou (* 1925), Verantwortliche für das Personal im Antarktisprogramm der National Science Foundation.